# Karin Schlüter
Karin Schlüter   (Hamburg, 12 de març de 1937), de casada Billings, és una geneta alemanya que va competir sota bandera de la República Federal Alemanya durant la dècada de 1970.
El 1972 va prendre part en els Jocs Olímpics d'Estiu de Múnic, on va disputar dues proves del programa d'hípica amb el cavall Liostro. Va guanyar la medalla de plata en la prova de doma per equips, mentre en la prova de doma individual fou setena.
En el seu palmarès també destaquen una medalla d'or al Campionat del Món de doma de 1974 i dues d'or i una de bronze al Campionat d'Europa de doma de 1973 i 1975. També va guanyar els títols d'Alemanya Occidental el 1970, 1973, 1974 i 1975.